# Leptodontopera basipuncta
Leptodontopera basipuncta är en fjärilsart som beskrevs av Moore 1867. Leptodontopera basipuncta ingår i släktet Leptodontopera och familjen mätare. Inga underarter finns listade i Catalogue of Life.